# Tiếng Latinh cổ điển
Tiếng Latinh cổ điển (tiếng Latinh: Latinitas "thiện ngữ" hoặc Sermo latinus "tiếng nói tốt", tiếng Anh: Classical Latin) là hình thức ngôn ngữ Latinh được các tác gia thời hậu kỳ Cộng hòa La Mã và thời đầu của Đế quốc La Mã công nhận là hình thức ngôn ngữ tiêu chuẩn. Nó được sử dụng từ năm 75 TCN đến thế kỷ thứ 3, khi nó phát triển thành tiếng Latinh hậu kỳ. Trong một số thời kỳ sau, nó được coi là tiếng Latinh "tốt" hoặc chuẩn mực, với các phiên bản về sau bị xem là suy giảm, thoái hóa, thô tục hoặc tạp nham. Thuật ngữ Latin hay tên gọi tiếng Latinh hiện nay được hiểu theo mặc định là "tiếng Latinh cổ điển"; ví dụ, sách giáo khoa tiếng Latinh hiện đại hầu như chỉ dạy tiếng Latinh cổ điển.
Cicero và những người cùng thời với ông ở thời hậu kỳ cộng hòa đã sử dụng các thuật ngữ lingua latina ("ngôn ngữ Latinh") và sermo latinus ("tiếng nói Latinh") để chỉ đến ngôn ngữ này. Ngược lại, thuật ngữ sermo vulgaris ("tiếng nói thông tục") và sermo vulgi ("tiếng nói thuộc về khẩu ngữ") để chỉ đến tiếng Latinh thông tục.
Tiếng Latinh cổ điển còn được gọi là sermo familiaris ("tiếng nói của những gia đình thiện lành/gia giáo"), sermo urbanus ( "tiếng nói của thành Roma/dân thành thị"), và trong một số trường hợp hiếm hoi còn gọi là sermo nobilis ( "tiếng nói của tầng lớp cao quý"). Bên cạnh latinitas - có nghĩa là "thiện, tốt lành", nó chủ yếu được gọi là latine (trạng từ mang nghĩa "trong tiếng Latinh tốt"), hoặc latinius (trạng từ so sánh có nghĩa "trong tiếng Latinh tốt hơn" - để so sánh với tiếng thông tục).
Latinitas đã được nói lẫn viết. Đây là ngôn ngữ chính quy được dạy trong trường học. Các quy tắc ngữ pháp chuẩn tắc đồng thời áp dụng cho ngôn ngữ này, và khi đối tượng đặc biệt như thơ hay văn hùng biện được đưa vào xem xét, quy định bổ sung sẽ được áp dụng. Kể từ khi thể nói của Latinitas đã bị tuyệt chủng, các quy tắc của văn bản politus có thể tạo ra sự xuất hiện của ngôn ngữ nhân tạo. Tuy nhiên, Latinitas đã từng là một dạng sermo (ngôn ngữ nói), và do đó, vẫn giữ được tính thanh thoát. Không có văn bản nào của các tác giả Latinh cổ điển được ghi nhận về kiểu cứng nhắc được chứng minh bằng nghệ thuật cách điệu, ngoại trừ các chữ viết tắt lặp đi lặp lại và các cụm từ cổ được tìm thấy trên các bản khắc hay bia văn tự.

## Cấu trúc ngữ văn

### Cổ điển
"Thiện Latinh" trong bác ngữ học được gọi là tiếng Latinh "cổ điển". Thuật ngữ này đề cập đến sự liên quan kinh điển của các tác phẩm văn học được viết bằng tiếng Latinh vào cuối thời Cộng hòa La Mã, và từ đầu đến giữa thời Đế quốc La Mã. "Nó có nghĩa là thuộc về một nhóm tác giả (hoặc công trình) độc quyền được coi là biểu tượng của một thể loại nhất định."  Thuật ngữ classicus (giống đực, classici thể số nhiều) được người La Mã nghĩ ra để dịch tiếng Hy Lạp ἐγκριθέντες (encrithentes), và "chọn lọc" dùng để chỉ các tác giả đã viết bằng tiếng Hy Lạp được coi là kiểu mẫu. Trước đó, thuật ngữ classis, ngoài việc là một hạm đội hải quân, còn là một tầng lớp xã hội thuộc một trong những bộ phận riêng biệt của xã hội La Mã phù hợp với quyền sở hữu tài sản theo hiến pháp La Mã. Từ này là phiên âm của tiếng Hy Lạp κλῆσις (clēsis, hoặc "gọi") được sử dụng để xếp hạng quân đội theo tài sản từ hạng nhất đến hạng năm.
Classicus đề cập đến những người trong classis primae ("hạng nhất"), chẳng hạn như các tác giả của công trình trang trọng của Latinitas, hoặc Sermo urbanus. Nó chứa những văn bản chứng nhận và xác thực hay testis classicus ("nhân chứng đáng tin cậy"). Theo cấu trúc này, Marcus Cornelius Fronto (một luật sư và giáo viên ngôn ngữ gốc Phi-La Mã) đã viết scriptores classici ("tác giả hạng nhất" hoặc "tác giả đáng tin cậy") vào thế kỷ thứ 2. Các công trình tác phẩm của họ được coi là hình mẫu của tiếng Latinh tốt. Đây là tài liệu tham khảo đầu tiên được biết đến về tiếng Latinh cổ điển được các tác giả áp dụng, được chứng minh bằng ngôn ngữ đích thực trong các tác phẩm của họ.

### Quy chuẩn kinh điển

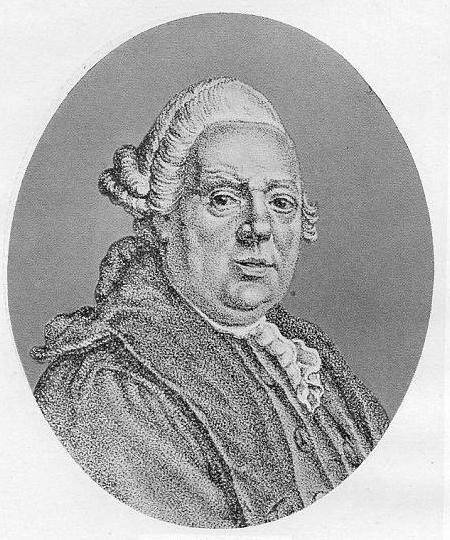
David Ruhnken

Bắt chước các nhà ngữ pháp Hy Lạp, những người La Mã chẳng hạn như Quintilianus đã tạo ra các danh sách có tên là chỉ số hoặc thứ tự được mô phỏng theo các danh sách do người Hy Lạp tạo ra, được gọi là pinakes. Các danh sách tiếng Hy Lạp được coi là cổ điển, hay còn gọi là recpeti scriptores ("các tác gia chọn lọc"). Aulus Gellius bao gồm các tác giả như Plautus, những người được coi là nhà văn của tiếng Latinh cổ và không hoàn toàn trong thời kỳ Latinh cổ điển. Người La Mã cổ điển phân biệt tiếng Latinh cổ là prisca Latinitas chứ không phải là Sermo vulgaris. Mỗi tác phẩm của tác giả trong danh sách La Mã được coi là tương đương với một tác phẩm trong tiếng Hy Lạp. Ví dụ, Ennius là Homer của tiếng Latinh, Aeneid tương đương với Iliad, v.v. Danh sách các tác giả cổ điển cũng nhiều như các nhà ngữ pháp La Mã đã phát triển ngành bác ngữ. Chủ đề vẫn được duy trì tại thời điểm đó trong khi sự quan tâm đến classici scriptores đã suy giảm trong thời kỳ trung cổ vì hình thức ngôn ngữ chủ đạo thời bấy giờ thuộc về tiếng Latinh trung cổ, kém chất lượng hơn so với các tiêu chuẩn cổ điển.
Thời Phục Hưng chứng kiến sự hồi sinh trong văn hóa La Mã, và cùng với nó là sự trở lại của tiếng Latinh cổ điển ("tiếng Latinh tốt nhất"). Thomas Sébillet viết trong Art Poétique (1548), "les bons et classiques poètes François", đề cập đến Jean de Meun và Alain Chartier, những người đầu tiên sử dụng các thuật ngữ tên gọi cho tiếng Latinh cổ điển. Theo Merriam Webster's Collegiate Dictionary, thuật ngữ "cổ điển" (gốc từ classicus) đã du nhập vào tiếng Anh hiện đại vào năm 1599, khoảng 50 năm sau khi nó tái xuất hiện ở lục địa này. Trong tác phẩm Dialogue (1648) của Thống đốc William Bradford, ông gọi các đại hội đồng của một giáo hội ly khai là "các cuộc họp cổ điển", được định nghĩa bằng các cuộc gặp giữa "những người đàn ông trẻ tuổi" từ New England và "những người đàn ông cổ đại" từ Hà Lan và Anh. Năm 1715, Classical Geographical Dictionary của Laurence Echard được xuất bản.  Năm 1736, Thesaurus Linguae Latinae Compendarius của Robert Ainsworth đã biến các từ và ngữ trong tiếng Anh thành "tiếng Latinh chuẩn mực và cổ điển." Năm 1768, Critical History of the Greek Orators của David Ruhnken đã tái hiện lại quan điểm đúc kết của thuật ngữ "cổ điển" bằng cách áp dụng từ "canon" vào các bài giảng của các nhà hùng biện sau bộ Kinh thánh, hoặc danh sách các sách đích thực của Kinh thánh. Khi làm như vậy, Ruhnken đã nghĩ đến giáo lý thế tục.

### Các kỷ nguyên La văn

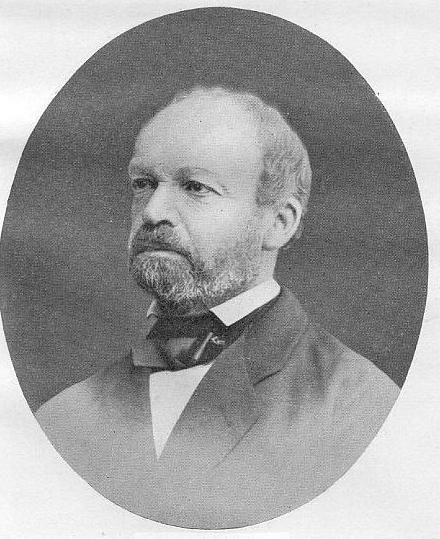
Wilhelm Sigismund Teuffel

Năm 1870, Geschichte der Römischen Literatur (Lịch sử văn học La Mã) của Wilhelm Sigismund Teuffel đã định nghĩa khái niệm ngữ văn của tiếng Latinh cổ điển, đặt ra Thời đại Vàng và Bạc của tiếng Latinh cổ điển. Wilhem Wagner, người đã xuất bản tác phẩm của Teuffel bằng tiếng Đức, cũng đã tạo ra một bản dịch tiếng Anh mà ông đã xuất bản vào năm 1873. Phân loại của Teuffel, vẫn được sử dụng cho đến ngày nay (có sửa đổi), nhóm các tác giả Latinh cổ điển vào các giai đoạn được xác định bởi các sự kiện chính trị hơn là theo phong cách.
Teuffel tiếp tục xuất bản các ấn bản khác, nhưng bản dịch tiếng Anh của quyển Lịch sử văn học La Mã đã thu được thành công ngay lập tức.
Năm 1877, Charles Thomas Cruttwell cho ra đời một tác phẩm tương tự bằng tiếng Anh. Trong lời tựa của mình, Cruttwell lưu ý "lịch sử đáng ngưỡng mộ của Teuffel, nếu không có nhiều chương trong tác phẩm hiện tại thì không thể đạt được sự hoàn chỉnh." Ông cũng ghi công Wagner.
Cruttwell thông qua các khoảng thời đại trong tác phẩm của Teuffel, nhưng ông trình bày một phân tích chi tiết về phong cách, trong khi Teuffel quan tâm nhiều hơn đến lịch sử. Giống như Teuffel, Cruttwell gặp phải vấn đề trong khi cố gắng cô đọng các chi tiết khổng lồ của các khoảng thời gian để cố gắng nắm bắt ý nghĩa của các giai đoạn được tìm thấy trong các phong cách viết khác nhau của họ. Giống như Teuffel, ông gặp khó khăn khi tìm tên cho giai đoạn đầu tiên trong ba giai đoạn (giai đoạn mà hiện nay gọi là tiếng Latinh cổ), gọi nó là "từ Livius đến Sulla." Ông nói rằng ngôn ngữ "được đánh dấu bởi sự non nớt về nghệ thuật và ngôn ngữ, bởi sự bắt chước mạnh mẽ nhưng thiếu kỷ luật của các mô hình thi pháp Hy Lạp, và trong văn xuôi bởi một phong cách ủy mị khô khan, dần dần nhường chỗ cho một sức mạnh rõ ràng và trôi chảy... " Những phần tóm tắt này có rất ít ý nghĩa đối với những người không rành về văn học Latinh. Trên thực tế, Cruttwell thừa nhận "Người xưa thực sự đã nhìn thấy sự khác biệt giữa Ennius, Pacuvius và Accius, nhưng có thể đặt câu hỏi liệu chúng ta có thể cảm nhận được sự tiến bộ hay không."
Theo thời gian, một số ý tưởng của Cruttwell được thiết lập trong ngữ văn Latinh. Trong khi ca ngợi việc áp dụng các quy tắc đối với tiếng Latinh cổ điển (mãnh liệt nhất trong Thời kỳ Hoàng kim, ông nói "Tuy nhiên, để đạt được độ chính xác, tiếng Latinh cổ điển đã phải chịu một mất mát đau buồn. Nó trở nên khác biệt với một ngôn ngữ tự nhiên... Do đó, tính thanh thoát đã trở thành phát minh không thể và chẳng mấy chốc cũng chấm dứt... Do vậy trong một ngữ nghĩa nào đó, tiếng Latinh đã được nghiên cứu như một ngôn ngữ chết, trong khi nó vẫn còn sống." 
Một vấn đề nữa trong sơ đồ của Teuffel là sự phù hợp của nó với khái niệm tiếng Latinh cổ điển. Cruttwell giải quyết vấn đề bằng cách thay đổi khái niệm cổ điển. Tiếng Latinh "tốt nhất" được định nghĩa là tiếng Latinh "hoàng kim", là thời kỳ thứ hai trong ba thời kỳ. Hai kỳ còn lại (bấy giờ cũng được coi là "cổ điển") bị bỏ treo. Bằng cách gán thuật ngữ "tiền cổ điển" cho tiếng Latinh cổ và liên hệ nó với tiếng La tinh hậu cổ điển (hoặc hậu Augustus) và tiếng Latinh bạc, Cruttwell nhận ra rằng cấu trúc của ông không phù hợp với cách sử dụng cổ điển và khẳng định: "Tính ngữ cổ điển bị hạn chế bởi nhiều tác giả đã viết trong ngôn ngữ đó [tiếng Latinh hoàng kim]. Tuy nhiên, tốt nhất là không nên thu hẹp phạm vi cổ điển một cách không cần thiết; một mặt loại trừ Terence hoặc Tacitus và Pliny, mặt khác, sẽ gây ra sự giả tạo hạn chế hơn là của một cách phân loại tự nhiên." Sự mâu thuẫn vẫn còn - khi Terence không phải là một tác giả cổ điển, tùy thuộc vào bối cảnh. 

## Kỷ nguyên Hoàng kim

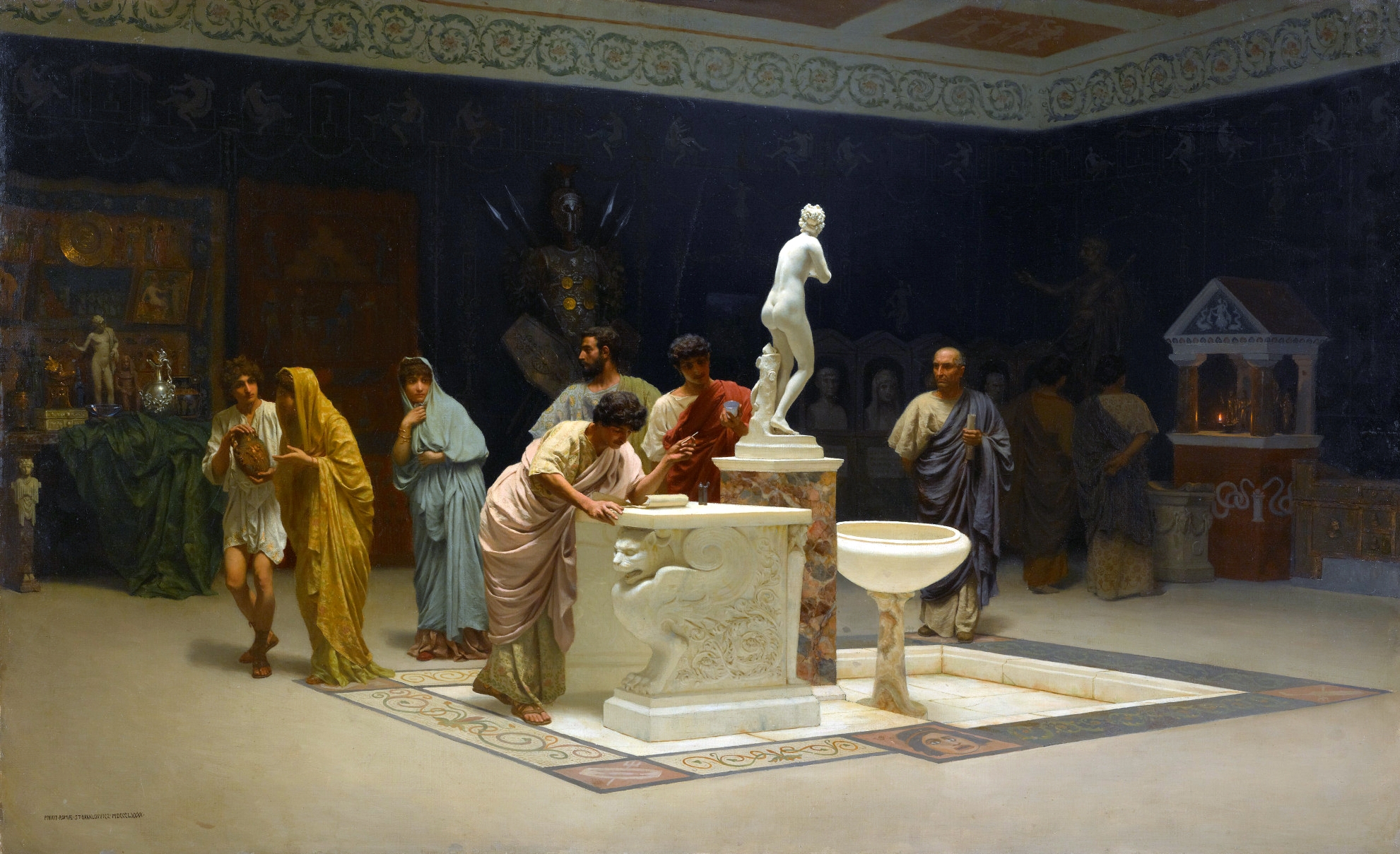
At Maecenas' Reception, tranh sơn dầu, Stefan Bakałowicz, 1890. Quan điểm của một nghệ sĩ về cổ điển. Maecenas hiểu rõ và truyền bá cho mọi người về văn học trong Thời kỳ Hoàng kim, đặc biệt là Augustus.

Định nghĩa của Teuffel về "Thời kỳ đầu tiên" của tiếng Latinh dựa trên các bản khắc, mảnh vỡ và các tác phẩm văn học của các tác giả được biết đến sớm nhất. Mặc dù có lúc ông ấy sử dụng thuật ngữ "Old Roman" (tiếng La Mã cổ), hầu hết những phát hiện này vẫn chưa được đặt tên. Teuffel trình bày Thời kỳ thứ hai trong tác phẩm chính của mình, das goldene Zeitalter der römischen Literatur (Thời kỳ vàng son của Văn học La Mã), niên đại 671–767 AUC (83 TCN - 14), theo hồi ức của chính ông. Khung thời gian được đánh dấu bởi chế độ độc tài của Lucius Cornelius Sulla Felix và cái chết của hoàng đế Augustus.  
Thời đại Cicero có niên đại 671–711 AUC (83–43 TCN), kết thúc ngay sau cái chết của Marcus Tullius Cicero. Thời Augustus 711–67 AUC (43 TCN - 14) kết thúc với cái chết của Augustus. Thời đại Cicero được chia thêm bởi sự chấp chính của Cicero vào năm 691 AUC (63 TCN) thành nửa đầu và nửa sau. Các tác giả được chỉ định cho các giai đoạn này theo năm thành tích chính.
Rõ ràng là Teuffel đã nhận được những ý tưởng về tiếng Latinh thời hoàng kim và thời bạc từ một truyền thống hiện có và đưa chúng vào một hệ thống mới, biến đổi chúng theo cách mà ông nghĩ là tốt nhất.
Trong phần giới thiệu của Cruttwell, Thời đại hoàng kim có niên đại 80 TCN - 14 (từ Cicero đến Ovid), tương ứng với những phát hiện của Teuffel. Trong "Thời kỳ thứ hai", Cruttwell diễn giải Teuffel bằng cách nói rằng nó "thể hiện sự xuất sắc cao nhất trong văn xuôi và thơ." Thời đại Cicero (ngày nay được gọi là "Thời kỳ Cộng hòa") có niên đại 80–42 trước Công nguyên, được đánh dấu bằng Trận chiến Philippi. Cruttwell bỏ qua nửa đầu của cuốn Cicero của Teuffel, và bắt đầu Thời kỳ Hoàng kim tại quyền chấp chính của Cicero vào năm 63 trước Công nguyên - một lỗi đã xảy ra trong ấn bản thứ hai của Cruttwell. Ông có thể muốn trình bày rằng năm 80 trước Công nguyên, vì ông bao gồm Varro trong tiếng Latinh hoàng kim. Thời đại Augustus của Teuffel là Kỷ nguyên Augustus của Cruttwell (42 trước Công nguyên - năm 14 Công nguyên).

### Thời Cộng hòa

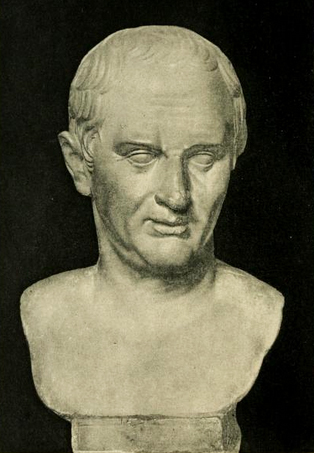
Marcus Tullius Cicero

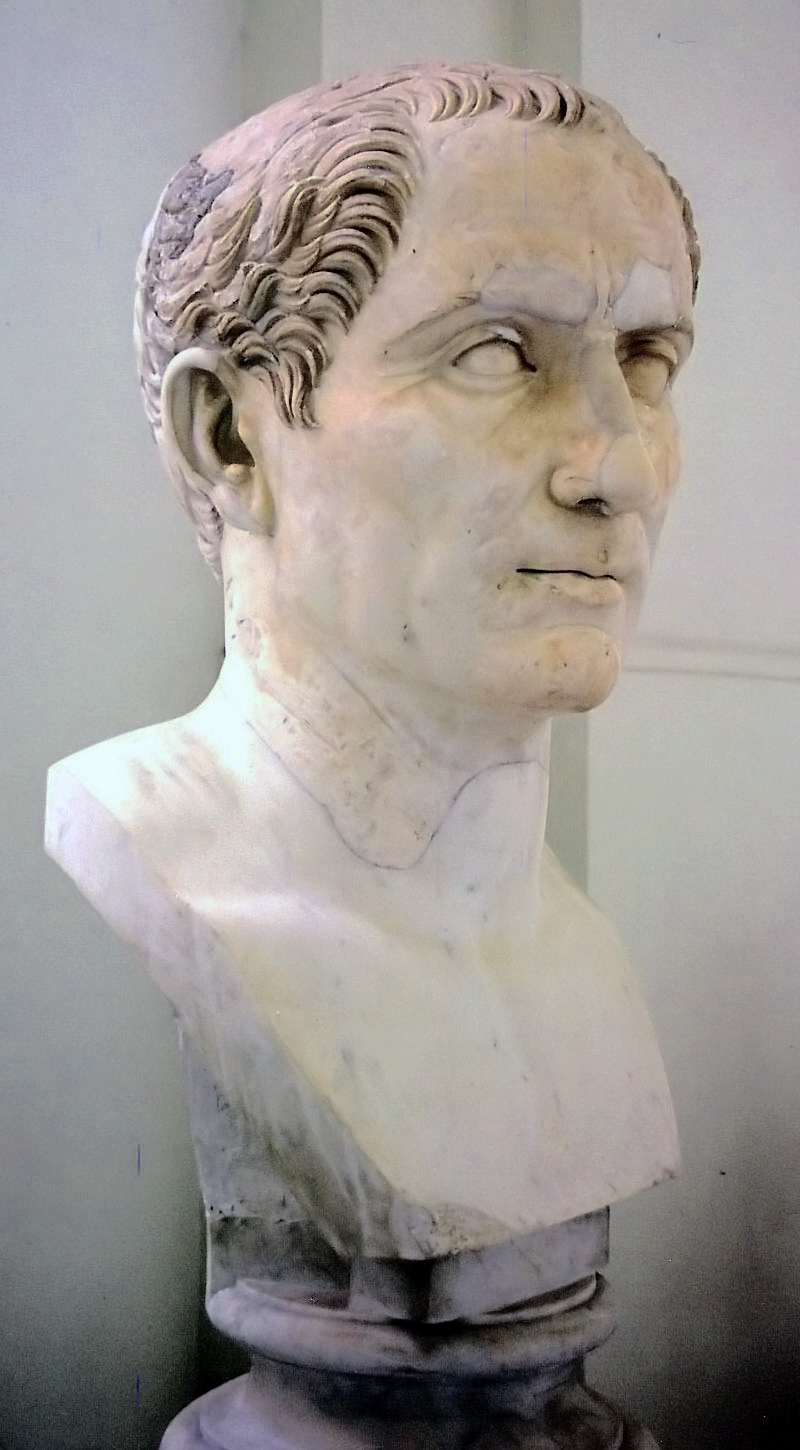
Julius Caesar

Danh sách lịch sử văn học bao gồm tất cả các tác giả từ Kinh điển đến thời Cicero — ngay cả những tác giả có tác phẩm bị phân mảnh hoặc mất tích hoàn toàn. Ngoại trừ một số nhà văn lớn, chẳng hạn như Cicero, Caesar, Vergilius và Catullus, các tài liệu cổ của văn học nền Cộng hòa ca ngợi các luật gia và nhà hùng biện có bài viết và phân tích về các phong cách ngôn ngữ khác nhau không thể được xác minh vì không có hồ sơ còn sót lại. Danh tiếng của Aquilius Gallus, Quintus Hortensius Hortalus, Lucius Licinius Lucullus, và nhiều người khác đã trở nên nổi tiếng mà không có tác phẩm nào còn sót lại, vẫn được xếp trong Thời kỳ Hoàng kim. Danh sách các tác giả kinh điển của thời kỳ có tác phẩm tồn tại toàn bộ hoặc một phần được hiển thị ở đây:
- Marcus Terentius Varro (116–27 TCN), nhà ngữ pháp có ảnh hưởng lớn
- Titus Pomponius Atticus (112/109 - 35/32), nhà xuất bản và thư ký của Cicero
- Marcus Tullius Cicero (106–43 TCN), nhà hùng biện, nhà triết học, nhà viết luận, người có tác phẩm định nghĩa văn xuôi Latinh thời hoàng kim và được sử dụng trong chương trình giảng dạy tiếng Latinh vượt quá trình độ tiểu học
- Servius Sulpicius Rufus (106–43 TCN), luật gia, nhà thơ
- Decimus Laberius (105–43 TCN), nhà văn của kịch câm
- Marcus Furius Bibaculus (thế kỷ 1 TCN), nhà văn của ludicra
- Gaius Julius Caesar (100–44 TCN), tướng quân, chính khách, nhà sử học
- Gaius Oppius (thế kỷ 1 TCN), thư ký của Julius Caesar, tác giả có khả năng dưới tên Caesar
- Gaius Matius (thế kỷ 1 TCN), nhân vật của công chúng, phóng viên của Cicero
- Cornelius Nepos (100–24 TCN), người viết tiểu sử
- Publilius Syrus (thế kỷ 1 TCN), nhà văn của những câu châm ngôn và kịch câm
- Quintus Cornificius (thế kỷ 1 TCN), nhân vật của công chúng và nhà văn về hùng biện
- Titus Lucretius Carus (Lucretius; 94–50 TCN), nhà thơ, nhà triết học
- Publius Nigidius Figulus (98–45 TCN), công chức, nhà ngữ pháp
- Aulus Hirtius (90–43 TCN), sĩ quan, nhà sử học quân sự
- Gaius Helvius Cinna (thế kỷ 1 trước Công nguyên), nhà thơ
- Marcus Caelius Rufus (87–48 TCN), nhà hùng biện, thông tín viên với Cicero
- Gaius Sallustius Crispus (86–34 TCN), sử gia
- Marcus Porcius Cato Uticensis (95–46 TCN), nhà hùng biện
- Publius Valerius Cato (thế kỷ 1 TCN), nhà thơ, nhà ngữ pháp
- Gaius Valerius Catullus (Catullus; 84–54 TCN), nhà thơ
- Gaius Licinius Macer Calvus (82–47 TCN), nhà hùng biện, nhà thơ

### Thời kỳ Augustus
Kỷ nguyên hoàng kim bị chia cắt bởi vụ ám sát Julius Caesar. Trong các cuộc chiến tranh sau đó, một thế hệ các nhân vật văn học của nền Cộng hòa đã mất đi. Cicero và những người cùng thời đã bị thay thế bởi một thế hệ mới, những người đã trải qua những năm tháng ghê gớm dưới những thể chế cũ, và buộc phải ghi dấu ấn của mình dưới sự giám sát của một vị hoàng đế mới. Nhu cầu về các nhà hùng biện vĩ đại đã không còn,  chuyển sang tập trung vào thơ. Ngoài nhà sử học Livy, các nhà văn đáng chú ý nhất trong thời kỳ này là các nhà thơ Vergilius, Horace và Ovidius. Mặc dù Augustus đã chứng tỏ một số sự khoan dung đối với những người đồng minh ủng hộ nền cộng hòa, vị hoàng đế đã đày ải Ovidius, và sự khoan dung của đế quốc đã kết thúc với sự tiếp nối của triều đại Julio-Claudian.
Các tác gia thời Augustus bao gồm:
- Publius Vergilius Maro (70–19 TCN),
- Quintus Horatius Flaccus (Horace; 65–8 TCN), nổi tiếng với thơ trữ tình và châm biếm
- Sextus Aurelius Righttius (50–15 TCN), nhà thơ
- Albius Tibullus (54–19 TCN), nhà thơ Elegiac
- Publius Ovidius Naso (Ovid; 43 TCN - 18), nhà thơ
- Titus Livius (Livy; 64 TCN - 12), nhà sử học
- Grattius Faliscus (người cùng thời với Ovidius), nhà thơ
- Marcus Manilius (thế kỷ 1 trước Công nguyên và sau Công nguyên), nhà chiêm tinh, nhà thơ
- Gaius Julius Hyginus (64 TCN - 17), thủ thư, nhà thơ, nhà thần thoại học
- Marcus Verrius Flaccus (55 TCN - 20), nhà ngữ pháp học, ngữ văn học, nhà lịch sử học
- Marcus Vitruvius Pollio (80-70 TCN - sau 15 TCN), kỹ sư, kiến trúc sư
- Marcus Antistius Labeo (mất năm 10 hoặc 11), luật gia, nhà ngữ văn
- Lucius Cestius Pius (thế kỷ 1 TCN), nhà giáo dục tiếng Latinh
- Gnaeus Pompeius Trogus (thế kỷ 1 TCN), nhà sử học, nhà tự nhiên học
- Marcus Porcius Latro (thế kỷ 1 TCN), nhà tu từ học
- Gaius Valgius Rufus (lãnh sự năm 12 TCN), nhà thơ

## Kỷ nguyên Bạc

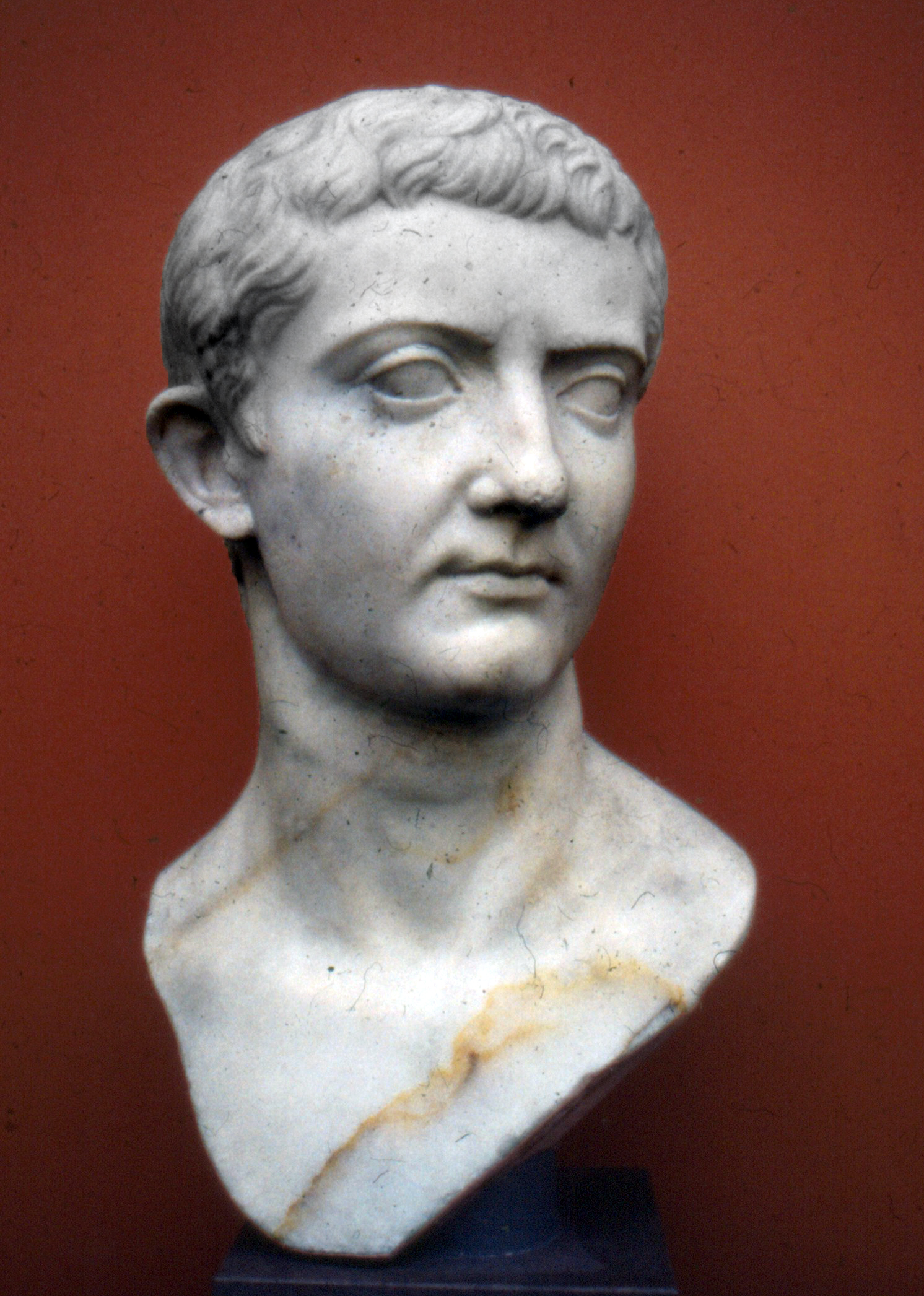
Vị hoàng đế thứ hai Tiberius hạn chế ngôn luận tự do, thúc đẩy sự trỗi dậy của Kỷ nguyên Bạc, với sự nhấn mạnh vào sự kiểu cách hơn là về nội dung thực, theo mô hình của Teuffel

Trong tập thứ hai của mình, Thời kỳ Đế quốc, Teuffel đã bắt đầu một chút thay đổi trong cách tiếp cận, làm rõ rằng các thuật ngữ của ông áp dụng cho tiếng Latinh chứ không chỉ cho thời kỳ đó. Ông cũng thay đổi kế hoạch xếp thời gian của mình từ AUC sang BC / AD kiểu hiện đại. Mặc dù ông giới thiệu das silberne Zeitalter der römischen Literatur, (Thời kỳ bạc của văn học La Mã)  từ cái chết của Augustus đến cái chết của Traianus (14–117), ông cũng đề cập đến các phần trong tác phẩm của Seneca Trưởng lão, wenig Einfluss der silbernen Latinität (một chút ảnh hưởng của thời Latinh Bạc). Rõ ràng là tư duy của ông đã chuyển từ Thời đại Hoàng kim và Bạc sang tiếng Latinh Hoàng kim và Bạc, cũng bao gồm cả Latinitas, mà vào thời điểm này phải được hiểu là tiếng Latinh cổ điển. Ông có thể đã bị ảnh hưởng bởi một trong những nguồn của ông E. Opitz, người vào năm 1852 đã xuất bản specimen lexilogiae argenteae latinitatis, trong đó có Latinitas Bạc. Mặc dù Thời kỳ thứ nhất của Teuffel tương đương với Tiếng Latinh cổ và Thời kỳ thứ hai của ông tương đương với Thời kỳ Hoàng kim, nhưng Thời kỳ thứ ba của ông qua phần die römische Kaiserheit bao gồm cả Thời đại Bạc và các thế kỷ nay được gọi là Latinh hậu kỳ. Lần lặp lại cuối cùng của tiếng Latinh cổ điển được gọi là tiếng Latinh Bạc. Kỷ nguyên Bạc là kỷ nguyên đầu tiên của Thời kỳ Đế quốc, và được chia thành die Zeit der julischen Dynastie (14–68); die Zeit der flavischen Dynastie (69–96), và die Zeit des Nerva und Trajan (96–117). Sau đó, Teuffel chuyển sang sơ đồ thế kỷ: thứ 2, thứ 3, v.v., đến thứ 6. Các ấn bản sau này của ông (xuất hiện vào khoảng cuối thế kỷ 19) chia Thời đại Đế quốc thành các phần: thế kỷ 1 (Thời đại bạc), thế kỷ 2 (Hadrianus và Antonines), và thế kỷ 3 đến thế kỷ 6. Về thời kỳ Bạc, Teuffel chỉ ra rằng mọi thứ như quyền tự do ngôn luận đã biến mất với Tiberius.
Nội dung của các tác phẩm văn học mới liên tục bị chỉ trích bởi hoàng đế, người đã lưu đày hoặc hành quyết các tác giả hiện có và đóng vai trò của người văn sĩ, chính ông ta (thường là tồi tệ). Do đó, các nghệ sĩ đã đi vào một thời đại kiểu cách rực rỡ, mà Teuffel gọi là "hoàn toàn không thực tế." Cruttwell chọn chủ đề này.

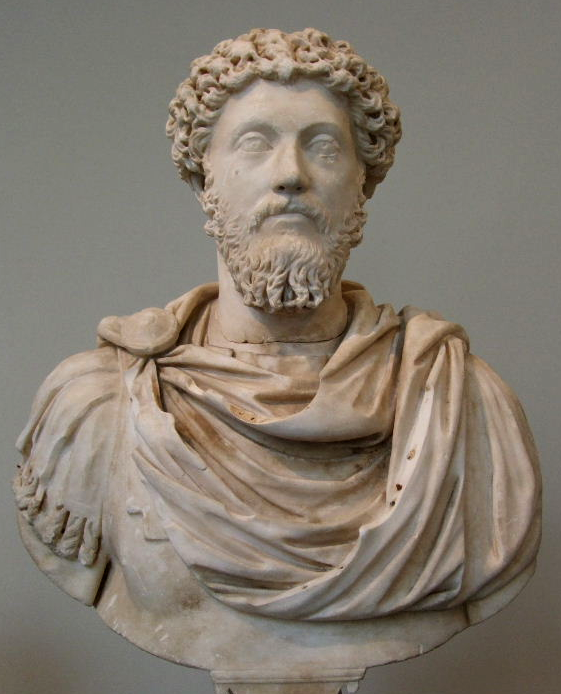
Marcus Aurelius, hoàng đế trong thế hệ cuối cùng của những người theo chủ nghĩa cổ điển và bản thân là một người theo chủ nghĩa cổ điển.

Theo quan điểm của Cruttwell (chưa được Teuffel thể hiện), Latinh Bạc là một "khu vườn mọc đầy cỏ dại theo thứ bậc", một "sự suy tàn". Cruttwell đã chê bai điều mà ông cho là mất tính thanh thoát trong tiếng Latin Hoàng kim. Teuffel coi Thời đại Bạc là một sự mất đi ngôn ngữ tự nhiên, và do đó mất tính thanh thoát, ngụ ý rằng nó được nhìn thấy lần cuối cùng trong Thời đại Hoàng kim. Thay vào đó, Tiberius đã mang đến một "sự sụp đổ đột ngột của các con chữ." Ý tưởng về sự suy tàn đã chiếm ưu thế trong xã hội Anh kể từ Decline and Fall of the Roman Empire của Edward Gibbon. Một lần nữa, Cruttwell chứng minh một số điều không hài lòng với những tuyên bố của ông:" Lịch sử tự nhiên của Pliny cho thấy còn bao nhiêu việc phải làm trong những lĩnh vực mà ông quan tâm." Ý tưởng về Pliny như một hình mẫu không phù hợp với bất kỳ hình thức thoái trào nào. Hơn nữa, Pliny đã làm công việc tốt nhất của mình dưới thời các vị hoàng đế khoan dung như Augustus. Để bao gồm một số tác phẩm hay nhất của Thời đại Bạc, Cruttwell đã kéo dài thời gian này cho đến khi Marcus Aurelius qua đời (180 sau Công nguyên). Văn xuôi triết học về một vị hoàng đế hiền triết không hề phù hợp với quan điểm của Teuffel về ngôn ngữ phi tự nhiên, hoặc miêu tả của Cruttwell về sự suy tàn. Sau khi tạo ra những cấu trúc này, hai nhà bác ngữ học nhận thấy rằng họ không thể hoàn toàn biện minh cho chúng. Rõ ràng, theo ý nghĩa tồi tệ nhất trong quan điểm của họ, không có cái gọi là tiếng Latinh cổ điển theo định nghĩa cổ đại, và một số tác phẩm hay nhất của bất kỳ thời kỳ nào trong lịch sử thế giới bị coi là ngôn ngữ thô cứng, thoái hóa, phi tự nhiên.
Thời kỳ Bạc cung cấp hai tiểu thuyết Latinh duy nhất còn tồn tại: The Golden Ass của Apuleius và Satyricon của Petronius.
Có lẽ ví dụ nổi tiếng nhất trong lịch sử về tiếng Latinh cổ điển đã được Phongxiô Philatô viết trên tấm biển đặt phía trên Thập giá của Chúa Giê-su: Iesus Nazarenus Rex Iudaeorum, có nghĩa là Chúa Giê-su là Vua dân Do Thái.

### Từ sự ám sát Caesar đến Traianus

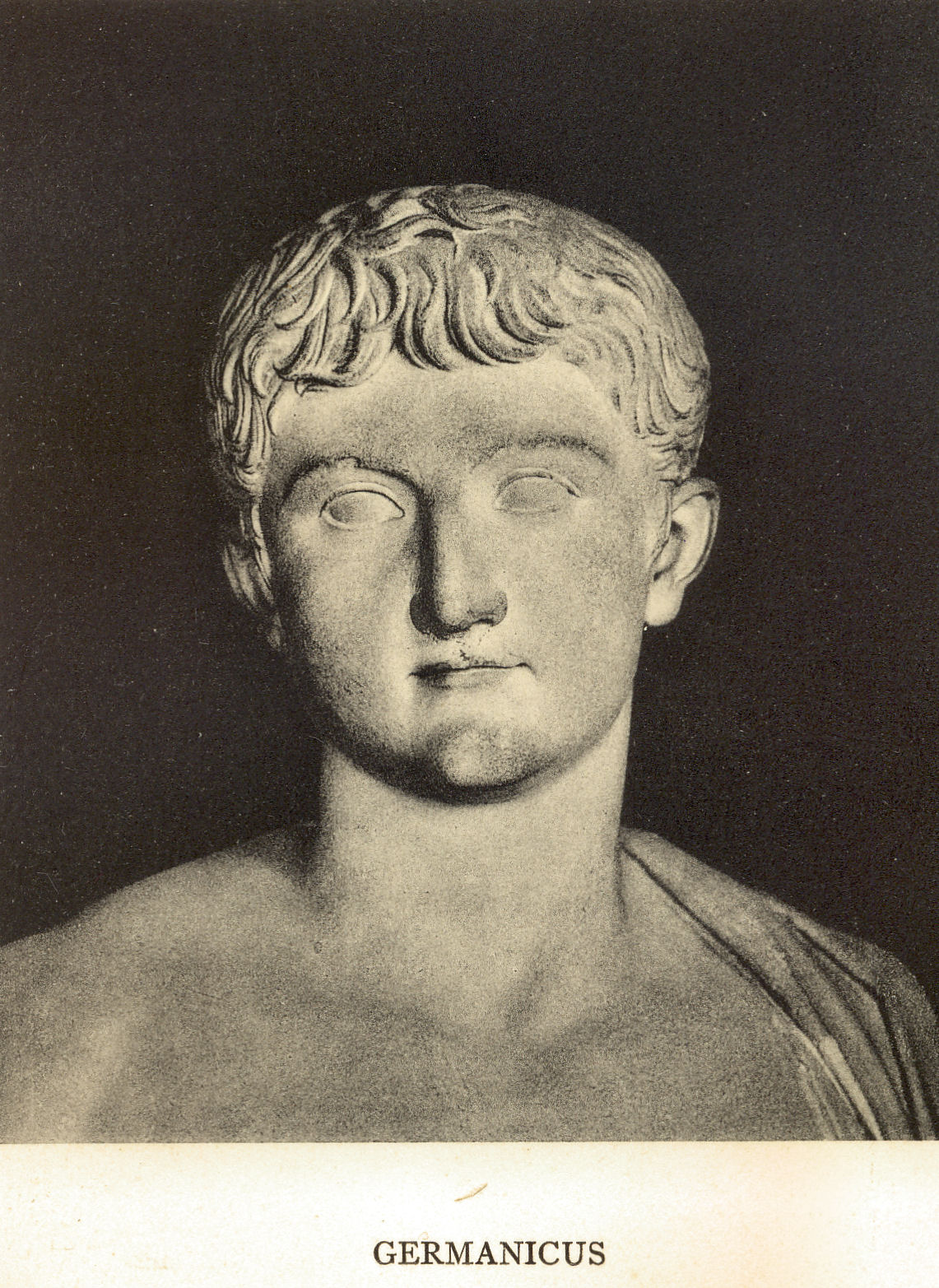
Germanicus Caesar

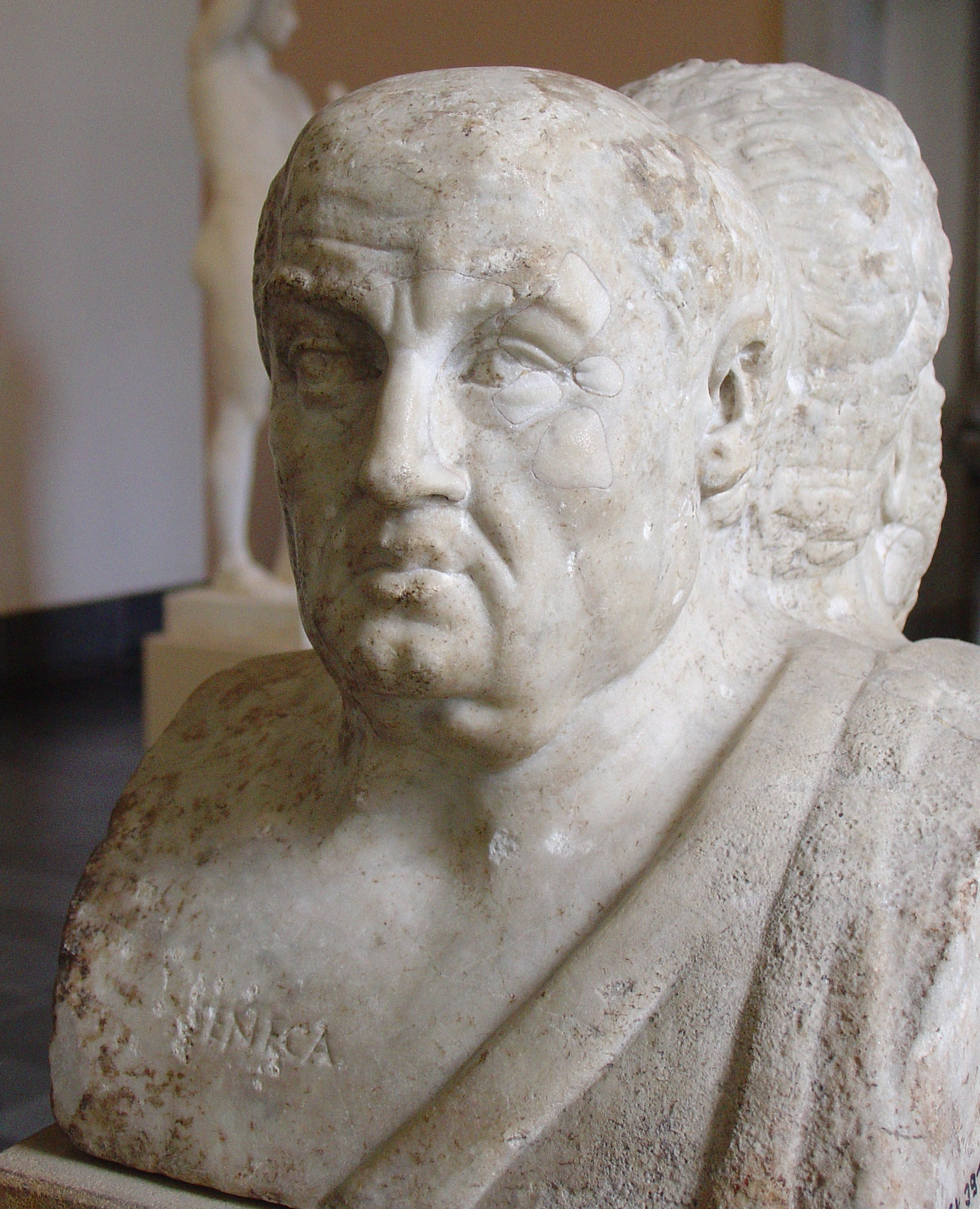
Seneca

- Aulus Cremutius Cordus (mất năm 25), sử gia
- Marcus Velleius Paterculus (19 TCN - 31), sĩ quan quân đội, nhà sử học
- Valerius Maximus (thế kỷ 1), nhà tu từ học
- Masurius Sabinus (thế kỷ 1), luật gia
- Phaedrus (15 TCN - 50), người theo chủ nghĩa cuồng tín
- Germanicus Julius Caesar (15 TCN - 19), gia đình hoàng gia, sĩ quan hoàng gia, dịch giả
- Aulus Cornelius Celsus (25 TCN - 50), bác sĩ, nhà bách khoa toàn thư
- Quintus Curtius Rufus (thế kỷ 1), nhà sử học
- Cornelius Bocchus (thế kỷ 1), nhà sử học tự nhiên
- Pomponius Mela (mất năm 45), nhà địa lý
- Lucius Annaeus Seneca (4 TCN - 65), nhà giáo dục, cố vấn hoàng gia, nhà triết học, người viết thư
- Titus Calpurnius Siculus (thế kỷ 1), nhà thơ
- Marcus Valerius Probus (thế kỷ 1), nhà phê bình văn học
- Tiberius Claudius Caesar Augustus Germanicus (10 TCN - 54), hoàng đế, người đàn ông của thư từ, công chức
- Gaius Suetonius Paulinus (thế kỷ 1), nhà sử học tự nhiên, tướng lĩnh
- Lucius Junius Moderatus Columella (4 - 70), sĩ quan quân đội, nhà nông nghiệp
- Quintus Asconius Pedianus (9 TCN - 76), nhà sử học, người Latinh
- Gaius Musonius Rufus (20 - 101), nhà triết học khắc kỷ
- Quintus Marcius Barea Soranus (thế kỷ thứ nhất), quan chức triều đình và công bộc
- Gaius Plinius Secundus (23 - 79), sĩ quan triều đình và nhà bách khoa
- Gaius Valerius Flaccus (thế kỷ 1), nhà thơ sử thi
- Tiberius Catius Silius Italicus (28 - 103), nhà thơ sử thi
- Gaius Licinius Mucianus (mất năm 76), tướng quân, người viết thư
- Lucilius Junior (thế kỷ 1), nhà thơ
- Aulus Persius Flaccus (34–62), nhà thơ và nhà văn châm biếm
- Marcus Fabius Quintilianus (35–100), nhà tu từ học
- Sextus Julius Frontinus (40 - 103), kỹ sư, nhà văn
- Marcus Annaeus Lucanus (39 - 65), nhà thơ, nhà sử học
- Publius Juventius Celsus Titus Aufidius Hoenius Severianus (thế kỷ 1 và đầu thế kỷ 2), sĩ quan triều đình, luật gia
- Aemilius Asper (thế kỷ 1 và 2), nhà phê bình văn học, nhà ngữ pháp
- Marcus Valerius Martialis (40 - 104), nhà thơ, người viết chữ
- Publius Papinius Statius (45 - 96), nhà thơ
- Decimus Junius Juvenalis (thế kỷ 1 và 2), nhà thơ, nhà châm biếm
- Publius Annaeus Florus (thế kỷ 1 và 2), nhà thơ, nhà tu từ học và có khả năng là tác giả của mẫu truyện Livy
- Velius Longus (thế kỷ 1 và 2), nhà phê bình văn học, nhà ngữ pháp
- Flavius Caper (thế kỷ 1 và 2), nhà ngữ pháp
- Publius hay Gaius Cornelius Tacitus (56 - 120), viên quan triều đình, nhà sử học và theo quan điểm của Teuffel là "tác phẩm kinh điển cuối cùng của văn học La Mã."
- Gaius Plinius Caecilius Secundus (62 - 114), nhà sử học, sĩ quan triều đình và thông tín viên

### Sau cái chết của Marcus Aurelius, năm 180
Trong số thế kỷ bổ sung được Cruttwell trao cho Thời kỳ Bạc, Teuffel nói: "Thế kỷ thứ hai là một thời kỳ hạnh phúc đối với Nhà nước La Mã, thực sự là hạnh phúc nhất trong toàn bộ Đế quốc... Nhưng trong thế giới của những lá thư, sự ngổ ngáo và tràn đầy năng lượng, thứ nói lên sự suy tàn của La Mã, trở nên không thể nhầm lẫn... sở trường của nó là bắt chước."  Tuy nhiên, Teuffel loại trừ các luật gia; những người khác lại tìm thấy những" ngoại lệ "khác, dựa trên quan điểm của Teuffels.
- Gaius Suetonius Tranquillus (70/75 - sau 130), người viết tiểu sử
- Marcus Junianus Justinus (thế kỷ thứ 2), nhà sử học
- Lucius Octavius Cornelius Publius Salvius Julianus Aemilianus (110–170), sĩ quan hoàng gia, luật gia
- Sextus Pomponius (thế kỷ thứ 2), luật gia
- Quintus Terentius Scaurus (thế kỷ thứ 2), nhà phê bình văn học, nhà ngữ pháp
- Aulus Gellius (125 SCN – sau 180), ngữ pháp, đa ngôn ngữ
- Lucius Apuleius Platonicus (123 / 125–180), tiểu thuyết gia
- Marcus Cornelius Fronto (100–170), người ủng hộ, nhà ngữ pháp
- Gaius Sulpicius Apollinaris (thế kỷ thứ 2), nhà giáo dục, nhà bình luận văn học
- Granius Licinianus (thế kỷ thứ 2), nhà văn
- Lucius Ampelius (thế kỷ thứ 2), nhà giáo dục
- Gaius (130–180), luật gia
- Lucius Volusius Maecianus (thế kỷ thứ 2), nhà giáo dục, luật gia
- Marcus Minucius Felix (mất năm 250), nhà biện hộ của Cơ đốc giáo, "tác phẩm Cơ đốc giáo đầu tiên bằng tiếng Latinh" (Teuffel)
- Sextus Julius Africanus (thế kỷ thứ 2), nhà sử học Cơ đốc giáo
- Marcus Aurelius Antoninus Augustus (121–180, triết gia khắc kỷ, Hoàng đế tác giả tiếng Latinh, nhà luận văn bằng tiếng Hy Lạp cổ đại, hình mẫu của thế hệ cuối cùng của những người theo chủ nghĩa cổ điển (Cruttwell)

## Văn phong Latinh
Phong cách ngôn ngữ đề cập đến các đặc điểm có thể lặp lại của ngôn từ mang tính ít khái quát hơn các đặc điểm cơ bản của một ngôn ngữ. Nó cung cấp sự thống nhất, cho phép nó được gọi bằng một cái tên duy nhất. Vì vậy, tiếng Latinh cổ, tiếng Latinh cổ điển, tiếng Latinh thông tục, v.v., không được coi là các ngôn ngữ khác nhau, nhưng tất cả đều được gọi bằng thuật ngữ, tiếng Latinh. Tiếng Latinh có thể xem như là một sự tiếp nối bởi những người hiện đại, hơn là một sự đổi mới ngữ văn của thời đại gần đây.Tiếng Latinh có một số lượng lớn các phong cách. Mỗi và mọi tác giả đều có một phong cách riêng, điều này thường cho phép nhận dạng văn xuôi hoặc thơ của họ bởi những người học văn Latinh giàu kinh nghiệm. Các vấn đề trong văn học so sánh đã nảy sinh ra ngoài các phong cách nhóm tìm kiếm sự giống nhau theo thời kỳ, trong trường hợp đó người ta có thể nói tiếng Latinh cổ, tiếng Latinh bạc, tiếng Latinh hậu kỳ như là phong cách hoặc một giai đoạn của các loại văn phong.
Bản thân các tác giả cổ đại lần đầu tiên xác định phong cách bằng cách nhận ra các loại sermo, hay "tiếng nói". Bằng việc đánh giá tiếng Latinh cổ điển là "hạng nhất", việc trình bày Latinitas bằng thể viết được xem là tốt hơn bởi tác giả có sự hòa hợp với ngôn ngữ văn học và tầng lớp thượng lưu của thành phố như một phong cách tiêu chuẩn được ưa thích. Tất cả các sermo khác với tiêu chuẩn trên là được xem phong cách khác. Do đó, trong thuật hùng biện, Cicero đã có thể xác định các phong cách cao, trung và thấp trong tiếng Latinh cổ điển. Thánh Augustinô đề nghị phong cách thấp cho các bài giảng. Phong cách đã được xác định bằng cách nói sai lệch so với tiêu chuẩn. Teuffel gọi tiêu chuẩn này là "Latin hoàng kim".
John Edwin Sandys, vị học giả cổ điển có uy tín nghiên cứu về phong cách Latinh trong vài thập kỷ, đã tóm tắt sự khác biệt giữa Latinh Vàng và Bạc như sau:
Latinh Bạc được phân biệt bằng:
- "sự súc tích và quan điểm cường điệu"
- "các từ và cụm từ cổ xưa theo sự kiện có nguồn gốc từ thơ"
- "tăng số lượng các từ Hy Lạp được sử dụng thông thường" (Hoàng đế Claudius ở Suetonius đề cập đến "cả hai ngôn ngữ của chúng tôi," tiếng Latinh và tiếng Hy Lạp [22])
- "hồi tưởng văn học"
- "Cách sử dụng văn học của các từ có nguồn gốc từ phương ngữ thông thường" (dictare và dictitare cũng như động từ cổ điển dicere, có nghĩa là "nói")

### Trích dẫn
1. ↑  Citroni 2006, tr. 204.
2. ↑  Citroni 2006, tr. 205.
3. ↑  Citroni 2006, tr. 206, reported in Aulus Gellius, 9.8.15.
4. ↑  Citroni 2006, tr. 207.
5. ↑  Bradford, William (1855) [1648]. "Gov. Bradford's Dialogue". Trong Morton, Nathaniel (biên tập). New England's Memorial. Boston: Congregational Board of Publication. tr. 330.
6. ↑  Littlefield 1904, tr. 301.
7. ↑  Ainsworth, Robert (tháng 1 năm 1736). "Article XXX: Thesaurus Linguae Latinae Compendarius". The Present State of the Republic of Letters. Quyển XVII. London: W. Innys and R. Manby.
8. ↑  Gorak, Jan (1991). The making of the modern canon: genesis and crisis of a literary idea. London: Athlone. tr. 51.
9. ↑  Cruttwell 1877, tr. 3.
10. ↑  Cruttwell 1877, tr. 142.
11. ↑  Teuffel 1873, tr. 216.
12. ↑  Teuffel 1873, tr. 226.
13. ↑  Teuffel 1873, tr. 385, "Public life became extinct, all political business passed into the hands of the monarch..."
14. ↑  Teuffel 1873, tr. 526.
15. ↑  Teuffel 1873, tr. 530.
16. ↑  Teuffel & Schwabe 1892, tr. 4–5.
17. ↑  Cruttwell 1877, tr. 6.
18. ↑  Cruttwell 1877, tr. 341.
19. ↑  Teuffel & Schwabe 1892, tr. 192.
20. ↑  Auerbach, Erich; Mannheim, Ralph (Translator) (1965) [1958]. Literary Language and its Public in Late Latin Antiquity and in the Middle Ages. Bollingen Series LXXIV. Pantheon Books. tr. 33. {{Chú thích sách}}: |first2= có tên chung (trợ giúp)
21. ↑  Sandys, John Edwin (1921). A Companion to Latin Studies Edited for the Syndics of the University Press (ấn bản thứ 3). Cambridge: University Press. tr. 824–26.
22. ↑  Suetonius, Claudius, 24.1.